# Frank Weiss
Franklin Garfield "Frank" Weiss est un producteur et animateur américain.

## Filmographie

### Animateur
- 1979 : The Berenstain Bears' Christmas Tree
- 1996 : Life with Louie (3 épisodes)
- 1997 : Happily Ever After: Fairy Tales for Every Child (3 épisodes)
- 1999 : Hé Arnold ! (2 épisodes)
- 2001-2004 : Bob l'éponge (11 épisodes)
- 2002 : Hé Arnold !, le film (Hey Arnold!: The Movie)
- 2004-2005 : Quoi d'neuf Scooby-Doo ? (2 épisodes)
- 2005 : Scooby-Doo au pays des pharaons
- 2007 : Mes amis Tigrou et Winnie (2 épisodes)
- 2008-2009 : Phinéas et Ferb (11 épisodes)
- 2009 : Agent Spécial Oso (1 épisode)

### Producteur
- 1994-1996 : Duckman: Private Dick/Family Man (25 épisodes)